# Zalesie (osada w sielsowiecie Ilia)
Zalesie – dawnej osada fabryczna. Obecnie część miejscowości Partyzanski na Białorusi, w obwodzie mińskim, w rejonie wilejskim, w sielsowiecie Ilia.

## Historia
W czasach zaborów osada fabryki szkła w okręgu wiejskim Zalesie, w gminie Chocieńczyce w powiecie wilejskim, w guberni wileńskiej Imperium Rosyjskiego. W 1866 roku własność Waśniewskich.
W latach 1921–1945 osada leżała w Polsce, w województwie wileńskim, w powiecie wilejskim, w gminie Ilia.
Według Powszechnego Spisu Ludności z 1921 roku zamieszkiwało tu 149 osób, 47 było wyznania rzymskokatolickiego, 82 prawosławnego a 20 staroobrzędowego. Jednocześnie 106 mieszkańców zadeklarowało polską, 39 białoruską a 4 rosyjską przynależność narodową. Było tu 26 budynków mieszkalnych. W 1931 w 14 domach zamieszkiwało 60 osób.
Wierni należeli do parafii rzymskokatolickiej i prawosławnej w Ilji. Miejscowość podlegała pod Sąd Grodzki w Ilii i Okręgowy w Wilnie; właściwy urząd pocztowy mieścił się w Ilii.
W wyniku napaści ZSRR na Polskę we wrześniu 1939 miejscowość znalazła się pod okupacją sowiecką. 2 listopada została włączona do Białoruskiej SRR. Od czerwca 1941 roku pod okupacją niemiecką. W 1944 miejscowość została ponownie zajęta przez wojska sowieckie i włączona do Białoruskiej SRR.
Od 1991 w składzie niepodległej Białorusi.